# Lucien Acou
Lucien Acou, né le 28 mars 1921 à Vinkem (Belgique) et mort le 15 février 2016 à Jette (Bruxelles), est un coureur cycliste belge qui a obtenu deux victoires dans des courses de six jours.

## Biographie
Lucien Acou est le beau-père d'Eddy Merckx, sa fille Claudine ayant épousé en 1967 le champion belge.
Au terme de sa carrière de pistard, il devient pour de nombreuses années directeur technique du cyclisme belge.

## Palmarès

### Six Jours
- 1952
  - Six Jours de Bruxelles (avec Achiel Bruneel)
- 1954
  - Six Jours de Dortmund (avec Achiel Bruneel)

### Championnats d'Europe
- 1954
  -  3e du championnats d'Europe de course à l'américaine (avec Achiel Bruneel)